# 保卫街道
保卫街道，是原中华人民共和国黑龙江省佳木斯市向阳区下辖的一个乡镇级行政单位。佳政函【2016】29号文件将保卫街道撤销，各社区由向阳区直辖。

## 行政区划
原保卫街道下辖以下地区：
青云社区、新谊社区、永春社区、裕民社区、吉祥社区和兴运社区。